# Liste der Bodendenkmale in Wust-Fischbeck
In der Liste der Bodendenkmale in Wust-Fischbeck sind alle Bodendenkmale der Gemeinde Wust-Fischbeck und ihrer Ortsteile aufgelistet. Grundlage ist die Auflistung von Johannes Schneider aus dem Jahr 1986 und die Veröffentlichung der Landesdenkmalliste mit Stand vom 25. Februar 2016. Die Baudenkmale sind in der Liste der Kulturdenkmale in Wust-Fischbeck aufgeführt.
| Denkmal-ID | Fundart             | Ortsteil         | Bezeichnung                                              | Zeitstellung       | Lage                                                             | Bemerkungen | Bild |
| ---------- | ------------------- | ---------------- | -------------------------------------------------------- | ------------------ | ---------------------------------------------------------------- | --- | ---- |
| 428310036  | Grabmal > Grabhügel | Fischbeck (Elbe) | Hügelgräber (ca. 20) 1. Gruppe                           | Bronzezeit         | Wald südl. (Lage)                                                | Hügelgräbergruppen durch schmalen Ackerstreifen getrennt. |      |
| 428310037  | Grabmal > Grabhügel | Fischbeck (Elbe) | Hügelgräber (ca.20) 2. Gruppe                            | Bronzezeit         | Wald südl. (Lage)                                                | Hügelgräbergruppen durch schmalen Ackerstreifen getrennt. |      |
| 428310044  | Grabmal > Grabhügel | Fischbeck (Elbe) | Grabhügel ?                                              | Bronzezeit         | ()                                                               | Vermutlich großer ovaler Grabhügel mit den Ausmaßen von ca. 25 m (W-O) × 15 m (N-S), ca. 2–3 m hoch. Es ist nicht sicher, ob es sich tatsächlich um einen Grabhügel handelt.                                                          |      |
| ?          | Grabmal > Grabhügel | Fischbeck (Elbe) | Urnengräberfeld                                          | Frühe Eisenzeit    | Wald, südlich des Orts ()                                        | |      |
| 428310043  | Befestigung > Wall  | Wust             | Burgwall                                                 | Mittelalter        | Niederung, nordwestl. (Lage)                                     | |      |
| 428310069  | Befestigung > Burg  | Briest           | Wasserburg, überbaut                                     | Mittelalter        | im Ort, ehem. Gut, seit dem 1. Mai 1959 unter Schutz gestellt () | Weiträumiges rechteckiges Gutsgelände mit einem schmalen Wassergraben im Westen, Süden und Osten. Dieser wird aus einem Teich in der NO-Ecke gespeist. Ursprüngliche Anlage nicht mehr erkennbar.                                     |      |
| 428310305  | besonderer Stein    | Kabelitz         | preußischer Rundsockelstein                              | Neuzeit (ab ~1500) | nördl.des Ortes, gegenüber Chausseehaus (Dorfstr.25) (Lage)      | Wohl kein Sandstein (Tiefengestein). Obertägige Gesamthöhe: ca. 90 cm, unterer Sockel: ca. 12 cm hoch, oben angefast, unterer Durchmesser: ca. 60 cm, nach oben verjüngend, oberer Durchmesser: ca. 40 cm. Farbreste.                 |      |
| 428310304  | Wüstung             | Kabelitz         | Befestigte(?) Siedlung/Wüstung, z. T.überbaut – kein OBD | Mittelalter        | nordöstl. und östl. des Ortes („Krumme Seen-Berge“) ()           | Auf einer Anhöhe. Nach Süden steigt das Gelände deutlich an. |      |
| 428310303  | Befestigung         | Kabelitz         | Befestigte(?) Siedlung/Wüstung/Burgward? – kein OBD      | Bronzezeit         | nordwestl. des Ortes („Kerkenberg“/„Kerchenberg“) ()             | Evtl. Marien-Burgward. Vielleicht im Ort Kabelitz. In 60 cm Tiefe unter Sand ein wohl romanisches Kirchenfundament entdeckt. Daraus wurde ein Backstein (Klosterformat) entnommen. Kerchenberg evtl. Kirchenberg? evtl. Plattdeutsch. |      |
| ?          | Grabmal > Grabhügel | Sydow            | Hügelgräber                                              |                    | (Lage)                                                           | Ausläufer des Gräberfelds Groß Wulkow |      |